# Favonigobius melanobranchus
 Favonigobius melanobranchus és una espècie de peix de la família dels gòbids i de l'ordre dels perciformes.

## Morfologia
- Els mascles poden assolir 5,5 cm de longitud total.[3][4]

## Hàbitat
És un peix marí, de clima subtropical i demersal que viu entre 0-5 m de fondària.

## Distribució geogràfica
Es troba a Austràlia, Egipte, Indonèsia, Moçambic, Oman, Sud-àfrica i Tailàndia.

## Observacions
És inofensiu per als humans.